# Erhaia
Erhaia is een geslacht van weekdieren uit de klasse van de Gastropoda (slakken).

## Soorten
- Erhaia banepaensis Nesemann & S. Sharma, 2007
- Erhaia chandeshwariensis Nesemann & S. Sharma, 2007
- Erhaia daliensis Davis & Kuo, 1985
- Erhaia gongjianguoi (Kang, 1983)
- Erhaia hubeiensis (Liu, Zhang & Wang, 1983)
- Erhaia jianouensis (Liu & Zhang, 1979)
- Erhaia kunmingensis Davis & Kuo, 1985
- Erhaia lii (Kang, 1985)
- Erhaia liui (Kang, 1983)
- Erhaia nainitalensis Davis & Rao, 1997
- Erhaia shimenensis (Liu, Zhang & Chen, 1982)
- Erhaia sugurensis Nesemann, Shah & Tachamo, 2007
- Erhaia tangi (Cheng, Wu, Li & Lin, 2007)
- Erhaia triodonta (Liu, Wang & Zhang, 1991)
- Erhaia wantanensis (Kang, 1983)
- Erhaia wufengensis (Kang, 1983)